# Xã May, Quận Cass, Minnesota
Xã May (tiếng Anh: May Township) là một xã thuộc quận Cass, tiểu bang Minnesota, Hoa Kỳ. Năm 2010, dân số của xã này là 852 người.